# Superficie di Fermi
In fisica della materia condensata, la superficie di Fermi è una superficie nello spazio delle fasi usata per descrivere le proprietà termiche, elettriche, magnetiche e ottiche dei metalli, semimetalli e semiconduttori drogati. La forma della superficie di Fermi dipende dalla periodicità e dalla simmetria del reticolo cristallino e dall'occupazione delle bande energetiche elettroniche. L'esistenza della superficie di Fermi è una conseguenza diretta del principio di esclusione di Pauli, che consente la presenza di un solo elettrone per stato quantico.

## Definizione
Dato un gas di Fermi ideale di {\displaystyle N} particelle senza spin, in accordo con la statistica di Fermi-Dirac il numero di occupazione medio di uno stato di energia {\displaystyle \varepsilon _{i}} è dato da
{\displaystyle \langle n_{i}\rangle ={\frac {1}{e^{(\varepsilon _{i}-\mu )/k_{B}T}+1}}}
dove {\displaystyle \left\langle n_{i}\right\rangle } è il numero di occupazione, {\displaystyle \varepsilon _{i}} l'energia dell'i-esimo stato, {\displaystyle \mu } la fugacità.
Nel limite {\displaystyle T\to 0} si ha:
{\displaystyle \left\langle n_{i}\right\rangle \approx {\begin{cases}1&(\varepsilon _{i}<\mu )\\0&(\varepsilon _{i}>\mu )\end{cases}}}
Per il principio di esclusione di Pauli due particelle non possono occupare lo stesso stato, pertanto nello stato di energia minore le particelle riempiono tutti i livelli fino a quello di energia {\displaystyle \varepsilon _{F}}, detta energia di Fermi, al di sotto del quale vi sono esattamente {\displaystyle N} stati.
Nello spazio dei momenti le particelle riempiono una regione sferica di raggio {\displaystyle p_{F}}, la cui superficie è la superficie di Fermi.